# Liste der Baudenkmäler in Kiens
Die Liste der Baudenkmäler in Kiens (italienisch Chienes) enthält die 37 als Baudenkmäler ausgewiesenen Objekte auf dem Gebiet der Gemeinde Kiens in Südtirol.
Basis ist das im Internet einsehbare offizielle Verzeichnis der Baudenkmäler in Südtirol. Dabei kann es sich beispielsweise um Sakralbauten, Wohnhäuser, Bauernhöfe und Adelsansitze handeln. Die Reihenfolge in dieser Liste orientiert sich an der Bezeichnung, alternativ ist sie auch nach der Adresse oder dem Datum der Unterschutzstellung sortierbar.

## Liste
| Foto |                 | Bezeichnung                                                                | Standort                     | Eintragung                   | Beschreibung | Metadaten                                                        |
| ---- | --------------- | -------------------------------------------------------------------------- | ---------------------------- | ---------------------------- | --- | ---------------------------------------------------------------- |
| ja   | Datei hochladen | Bäckenhäusl ID: 15352                                                      | 46° 48′ 22″ N, 11° 50′ 7″ O  | 22. Apr. 1987 (BLR-LAB 1993) | Ländliches Wohnhaus/Bauernhof | KG: Kiens Bauparzelle: 74                                        |
| ja   | Datei hochladen | Bahnhof Ehrenburg ID: 50092                                                | 46° 47′ 50″ N, 11° 50′ 40″ O | 5. Apr. 2004 (BLR-LAB 1083)  | Bahnhof/Remise | KG: Ehrenburg Bauparzelle: 61, 62                                |
| ja   | Datei hochladen | Bahnwärterhaus ID: 50609                                                   | 46° 47′ 55″ N, 11° 50′ 34″ O | 16. Feb. 2018 (BLR-LAB 147)  | Bahnwärterhaus in Ehrenburg mit Satteldach und Fassaden aus gehauenen Granitsteinquadern, aus der Zeit der Erbauung der Pustertalbahn | KG: Ehrenburg Bauparzelle: 64                                    |
| ja   | Datei hochladen | Bahnhof Sankt Sigmund ID: 50402                                            | 46° 48′ 35″ N, 11° 47′ 50″ O | 5. Apr. 2004 (BLR-LAB 1083)  | Bahnhof/Remise | KG: Sankt Sigmund Bauparzelle: 91                                |
| ja   | Datei hochladen | Bildstock ID: 15340                                                        | 46° 47′ 50″ N, 11° 50′ 10″ O | 22. Apr. 1987 (BLR-LAB 1993) | Bildstock | KG: Ehrenburg Grundparzelle: 7/1                                 |
| ja   | Datei hochladen | Brand mit Kapelle in Kienberg ID: 15338                                    | 46° 47′ 10″ N, 11° 51′ 9″ O  | 22. Apr. 1987 (BLR-LAB 1993) | Ländliches Wohnhaus/Bauernhof | KG: Ehrenburg Bauparzelle: 55                                    |
| BW   | Datei hochladen | Brunner ID: 15361                                                          | 46° 48′ 42″ N, 11° 48′ 19″ O | 22. Apr. 1987 (BLR-LAB 1993) | Ländliches Wohnhaus/Bauernhof | KG: Sankt Sigmund Bauparzelle: 36                                |
| ja   | Datei hochladen | Ebner-Zuhäusl am Getzenberg ID: 15337                                      | 46° 47′ 27″ N, 11° 49′ 38″ O | 22. Apr. 1987 (BLR-LAB 1993) | Ländliches Wohnhaus/Bauernhof | KG: Ehrenburg Bauparzelle: 47                                    |
| ja   | Datei hochladen | Ehrenburg ID: 15331                                                        | 46° 47′ 48″ N, 11° 50′ 10″ O | 8. Mai 1950 (MD)             | Burg/Schloss | KG: Ehrenburg Bauparzelle: 1                                     |
| ja   | Datei hochladen | Einsiedelei beim Getzenberger ID: 15341                                    | 46° 48′ 2″ N, 11° 49′ 22″ O  | 22. Apr. 1987 (BLR-LAB 1993) | Kapelle | KG: Getzenberg Bauparzelle: 12/2                                 |
| ja   | Datei hochladen | Gasthof Burger ID: 15334                                                   | 46° 47′ 54″ N, 11° 50′ 4″ O  | 17. Sep. 1984 (BLR-LAB 4791) | Gasthaus | KG: Ehrenburg Bauparzelle: 6/1                                   |
| ja   | Datei hochladen | Gerichtshaus ID: 15351                                                     | 46° 48′ 28″ N, 11° 50′ 16″ O | 22. Apr. 1987 (BLR-LAB 1993) | Ländliches Wohnhaus/Bauernhof | KG: Kiens Bauparzelle: 41/1                                      |
| BW   | Datei hochladen | Grünbacher ID: 15347                                                       | 46° 48′ 33″ N, 11° 50′ 28″ O | 22. Apr. 1987 (BLR-LAB 1993) | Ländliches Wohnhaus/Bauernhof | KG: Kiens Bauparzelle: 11                                        |
| ja   | Datei hochladen | Hanslmoar und Stöckl in Gruben ID: 15357                                   | 46° 48′ 49″ N, 11° 47′ 54″ O | 22. Apr. 1987 (BLR-LAB 1993) | Ländliches Wohnhaus/Bauernhof | KG: Sankt Sigmund Bauparzelle: 4, 5                              |
| ja   | Datei hochladen | Hinteregger ID: 15350                                                      | 46° 48′ 28″ N, 11° 50′ 17″ O | 22. Apr. 1987 (BLR-LAB 1993) | Ländliches Wohnhaus/Bauernhof | KG: Kiens Bauparzelle: 40/1                                      |
| ja   | Datei hochladen | Kahler ID: 15362                                                           | 46° 48′ 44″ N, 11° 48′ 47″ O | 22. Apr. 1987 (BLR-LAB 1993) | Ländliches Wohnhaus/Bauernhof | KG: Sankt Sigmund Bauparzelle: 42/1                              |
| ja   | Datei hochladen | Kapelle beim Briggler ID: 15344                                            | 46° 49′ 41″ N, 11° 49′ 42″ O | 22. Apr. 1987 (BLR-LAB 1993) | Kapelle | KG: Hofern Bauparzelle: 36                                       |
| ja   | Datei hochladen | Kapelle beim Gerstl ID: 15354                                              | 46° 48′ 28″ N, 11° 49′ 54″ O | 22. Apr. 1987 (BLR-LAB 1993) | Kapelle | KG: Kiens Grundparzelle: 82                                      |
| ja   | Datei hochladen | Kapelle beim Kaltenhauser ID: 15353                                        | 46° 48′ 21″ N, 11° 50′ 11″ O | 14. Dez. 1950 (MD)           | Kapelle | KG: Kiens Bauparzelle: 89                                        |
| ja   | Datei hochladen | Kapelle beim Rastbichler ID: 15363                                         | 46° 48′ 30″ N, 11° 48′ 37″ O | 24. Juli 1950 (MD)           | Kapelle | KG: Sankt Sigmund Bauparzelle: 47/1, 47/2                        |
| ja   | Datei hochladen | Kornkasten beim Hittaler ID: 15342                                         | 46° 48′ 53″ N, 11° 49′ 39″ O | 22. Apr. 1987 (BLR-LAB 1993) | Kornkasten | KG: Hofern Bauparzelle: 3                                        |
| ja   | Datei hochladen | Kornkasten beim Huber am Getzenberg ID: 15336                              | 46° 47′ 36″ N, 11° 49′ 51″ O | 22. Apr. 1987 (BLR-LAB 1993) | Kornkasten | KG: Ehrenburg Bauparzelle: 42/1                                  |
| BW   | Datei hochladen | Loacher ID: 15355                                                          | 46° 48′ 43″ N, 11° 47′ 32″ O | 22. Apr. 1987 (BLR-LAB 1993) | Ländliches Wohnhaus/Bauernhof | KG: Sankt Sigmund Bauparzelle: 1                                 |
| ja   | Datei hochladen | Mair ID: 15335                                                             | 46° 47′ 44″ N, 11° 50′ 10″ O | 22. Apr. 1987 (BLR-LAB 1993) | Ländliches Wohnhaus/Bauernhof | KG: Ehrenburg Bauparzelle: 36                                    |
| ja   | Datei hochladen | Mühle im Oberdorf ID: 15346                                                | 46° 48′ 34″ N, 11° 50′ 25″ O | 22. Apr. 1987 (BLR-LAB 1993) | Mühle | KG: Kiens Bauparzelle: 10                                        |
| ja   | Datei hochladen | Neuhaus mit Backofen ID: 15358                                             | 46° 48′ 52″ N, 11° 48′ 19″ O | 22. Apr. 1987 (BLR-LAB 1993) | Ländliches Wohnhaus/Bauernhof | KG: Sankt Sigmund Bauparzelle: 17/1, 17/2                        |
| ja   | Datei hochladen | Neumair ID: 50098                                                          | 46° 47′ 45″ N, 11° 50′ 11″ O | 28. Sep. 1992 (BLR-LAB 5742) | Städtisches Wohnhaus | KG: Ehrenburg Bauparzelle: 26/2                                  |
| ja   | Datei hochladen | Pfarrkirche Maria Himmelfahrt mit Magdalenenkapelle und Friedhof ID: 15333 | 46° 47′ 52″ N, 11° 50′ 10″ O | 22. Apr. 1987 (BLR-LAB 1993) | Kirche | KG: Ehrenburg Bauparzelle: 175, 3/1, 3/2 Grundparzelle: 7/2, 7/3 |
| ja   | Datei hochladen | Pfarrkirche St. Peter und Paul mit Friedhofskapelle und Friedhof ID: 15345 | 46° 48′ 33″ N, 11° 50′ 34″ O | 22. Apr. 1987 (BLR-LAB 1993) | Kirche | KG: Kiens Bauparzelle: 1 Grundparzelle: 1                        |
| ja   | Datei hochladen | Pfarrkirche St. Sigmund mit Friedhof ID: 15359                             | 46° 48′ 51″ N, 11° 48′ 15″ O | 22. Apr. 1987 (BLR-LAB 1993) | Kirche | KG: Sankt Sigmund Bauparzelle: 22 Grundparzelle: 183             |
| ja   | Datei hochladen | Pfarrwidum ID: 15332                                                       | 46° 47′ 51″ N, 11° 50′ 12″ O | 22. Apr. 1987 (BLR-LAB 1993) | Widum/Kanonikerhaus | KG: Ehrenburg Bauparzelle: 2                                     |
| ja   | Datei hochladen | Pfarrwidum ID: 15349                                                       | 46° 48′ 32″ N, 11° 50′ 30″ O | 22. Apr. 1987 (BLR-LAB 1993) | Widum/Kanonikerhaus | KG: Kiens Bauparzelle: 24/1                                      |
| ja   | Datei hochladen | Pfleghaus ID: 15348                                                        | 46° 48′ 33″ N, 11° 50′ 29″ O | 22. Apr. 1987 (BLR-LAB 1993) | Ländliches Wohnhaus/Bauernhof | KG: Kiens Bauparzelle: 23/1                                      |
| ja   | Datei hochladen | Pitterle ID: 15360                                                         | 46° 48′ 44″ N, 11° 48′ 13″ O | 22. Apr. 1987 (BLR-LAB 1993) | Ländliches Wohnhaus/Bauernhof | KG: Sankt Sigmund Bauparzelle: 34                                |
| ja   | Datei hochladen | St. Martin ID: 15343                                                       | 46° 49′ 14″ N, 11° 49′ 55″ O | 22. Apr. 1987 (BLR-LAB 1993) | Kirche | KG: Hofern Bauparzelle: 24                                       |
| ja   | Datei hochladen | St. Ulrich in Ilstern ID: 15364                                            | 46° 48′ 25″ N, 11° 48′ 1″ O  | 22. Apr. 1987 (BLR-LAB 1993) | Kirche | KG: Sankt Sigmund Bauparzelle: 73                                |
| ja   | Datei hochladen | Unsere Liebe Frau im Stöckl ID: 15356                                      | 46° 48′ 44″ N, 11° 47′ 42″ O | 22. Apr. 1987 (BLR-LAB 1993) | Kirche | KG: Sankt Sigmund Bauparzelle: 2                                 |

Falls bei einem Baudenkmal keine Koordinaten bekannt sind, werden ersatzweise die Katasterdaten zum Zeitpunkt der Unterschutzstellung angegeben. Diese sind weder offiziell noch zwingend aktuell.
Die vom Landesdenkmalamt übernommenen Adressen können veraltet sein.
| Foto:   | Fotografie des Denkmals. Klicken des Fotos erzeugt eine vergrößerte Ansicht. Daneben finden sich zwei Symbole: |
| ID      | Identifikator beim Südtiroler Landesdenkmalamt                                                                 |
| KG      | Katastralgemeinde                                                                                              |
| MD      | Ministerialdekret                                                                                              |
| BLR-LAB | Beschluss der Landesregierung – Landesausschussbeschluss                                                       |